# North English (Iowa)
North English – miasto w Stanach Zjednoczonych, w stanie Iowa, w hrabstwach Iowa, Keokuk. Zgodnie ze spisem statystycznym z 2000 roku, miasto liczyło 991 mieszkańców.